# البواكير (كتاب)
البواكير كتاب من تأليف علي الطنطاوي، صدرت الطبعة الأولى منه في عام 2009 م، وذلك بعد وفاة مؤلفه بعشر سنوات كاملة، ويضم مجموعة من ما كتبه ونشره من مقالات منذ بداياته، وقد جمعها ورتبها في هذا الكتاب حفيدُه مجاهد مأمون ديرانية، الذي استخرجها من بطون الصحف والمجلات القديمة التي كتب فيها علي الطنطاوي في بداية حياته الأدبية قبل أكثر من ثمانين سنة.

## نبذة
يضم الكتاب ستاً وسبعين مقالة نُشرت بين سنة 1929، حين كان الطنطاوي في العشرين من عمره، وسنة 1935، أي حين صار في السادسة والعشرين. وكلها مما كُتب ونُشر أيامَ الانتداب الفرنسي على الشام، يوم كان الأمر والنهي للفرنسيين، ومع ذلك فإن القارئ يجد فيها من الجرأة والصراحة والوضوح ما يدعو إلى العجب. أما الصحف والمجلات التي نُشرت المقالات فيها فلم يعد لها وجود في يومنا هذا، ومنها: مجلة «الفتح» التي أصدرها محب الدين الخطيب في مصر (ومحب الدين هو خال علي الطنطاوي)، ومجموعة الصحف التي كانت تصدر في الشام في تلك الأيام: «القبس» و«المقتبس» و«اليوم» و«ألف باء» و«الجزيرة» و«فتى العرب» وغيرها.
أما منهج جمع مقالات الكتاب فقد أوضحه حفيد المؤلف -مجاهد مأمون ديرانية- في مقدمته للكتاب، قال: «هذه هي المرة الأولى التي أُخرج فيها كتاباً لعلي الطنطاوي لا جامعة تجمع مقالاته إلا الزمن، ولا رابطة تربط بينها إلا سِنُّه يوم نشرها أولَ مرة. وقد بدأت الكتاب بأقدم المقالات نشراً، وكلما مضى القارئ في الكتاب قُدُماً سيتقدم في السنوات. ثم اجتهدت فعملت في هذا الكتاب ما لم أعمله في سواه مما نشرته من قبل، وهو أنني حرصت على أن أثبت في أول كل مقالة موضع نشرها وتاريخه، فذكرت اسم الجريدة التي نُشرت فيها وتاريخ نشرها باليوم والشهر والسنة، وإنما حملني على ذلك أني ما زلت أحس -وأنا أشتغل بهذا الكتاب- أنني أقدم فيه تاريخ علي الطنطاوي نفسه، وليس فقط سجلاً لكتاباته في تلك السنوات المبكرة من حياته».
وفي آخر المقدمة نجد كلمة لعلي الطنطاوي أثبتها حفيده في هذا الموضع، قال: "ثم شاء الله أن يكتب جدي لمقدمة كتابه هذا كلمات الختام، وهي كلمات وجدتها بخطه على حاشية دفتر مخطوط ضم بعض المقالات القديمة، فنقلتها إلى هذا الموضع، وقد قال فيها: "هذا شيء قليل جداً من كثير جداً كتبته في تلك الأيام، ولو جمعت كل الذي كتبته ثم أودعته الكتب لكان لي إلى الآن أكثر من ستين كتاباً. على أني إذا ربحت منه قليلاً من ثواب أو سبّبَ لي دعوة صالحة تنفعني في آخرتي فذاك، وإلا فهو سراب، وكل الذي فوق التراب تراب إذا لم ينفع صاحبَه يومَ الحساب".